# 漢諾威商用車展
漢諾威商用車展（IAA Commercial Vehicles）是德国历史最长的車展。是以商用車輛為主題的商用車展。除了以新車為主的世界五大車展外，世界各地也存在許多主題不同的車展類別，而漢諾威商用車展就是一個。展会时间是20日-27日，展会地点是汉诺威展览中心，展会周期是两年一届。
著名世界的汉诺威商用车展已举行了63次，126年，目前世界上第一大商用车展。2010年有43国1751企业参展。